# Trumpetblomma
Trumpetblomma (Salpiglossis sinuata) är en potatisväxtart som beskrevs av Hipólito Ruiz López och José Antonio Pavón y Jiménez.
Trumpetblomma ingår i släktet trumpetblommor och familjen potatisväxter. Arten förekommer tillfälligt i Sverige, men reproducerar sig inte. Inga underarter finns listade i Catalogue of Life.

## Bildgalleri

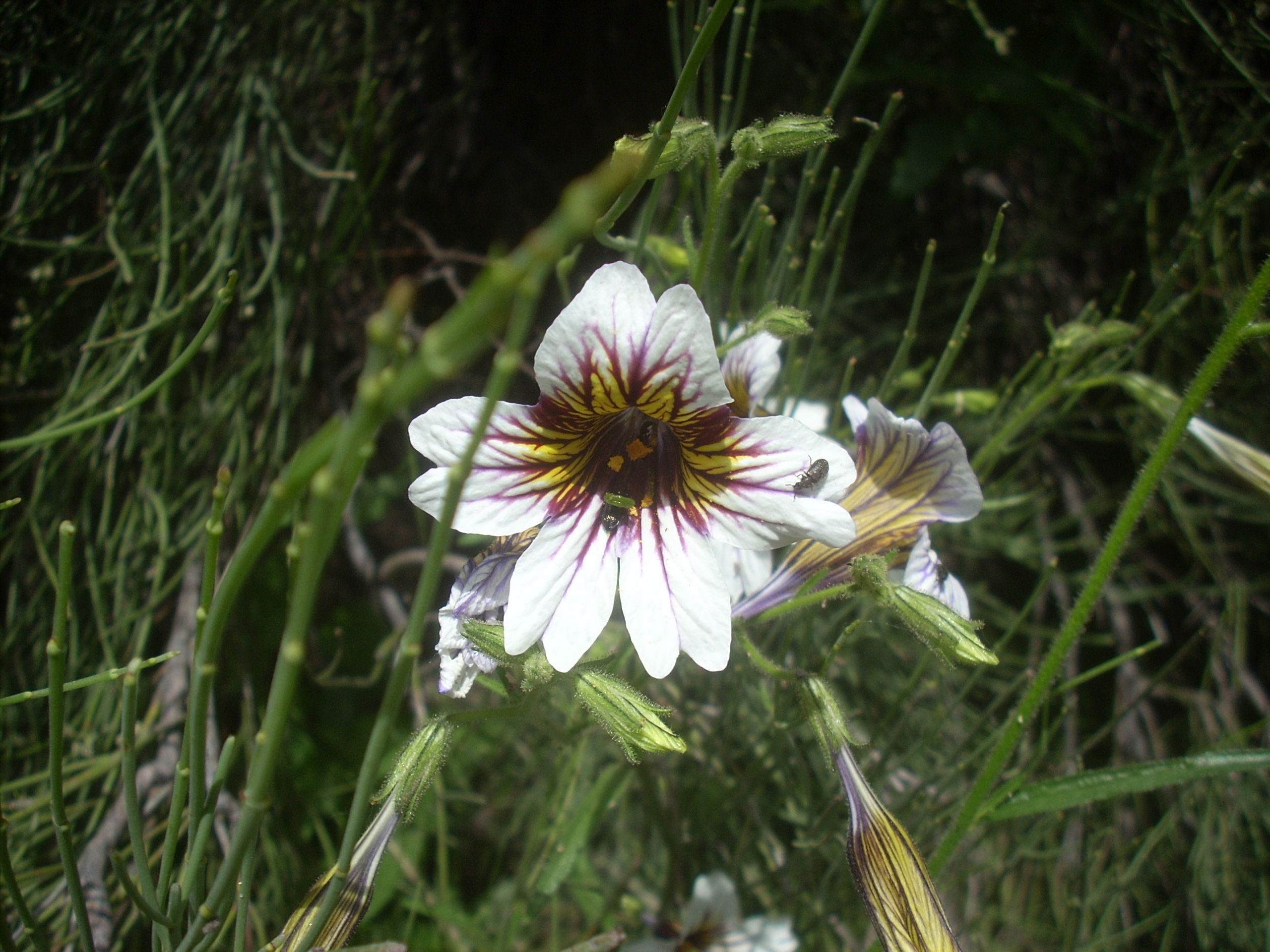
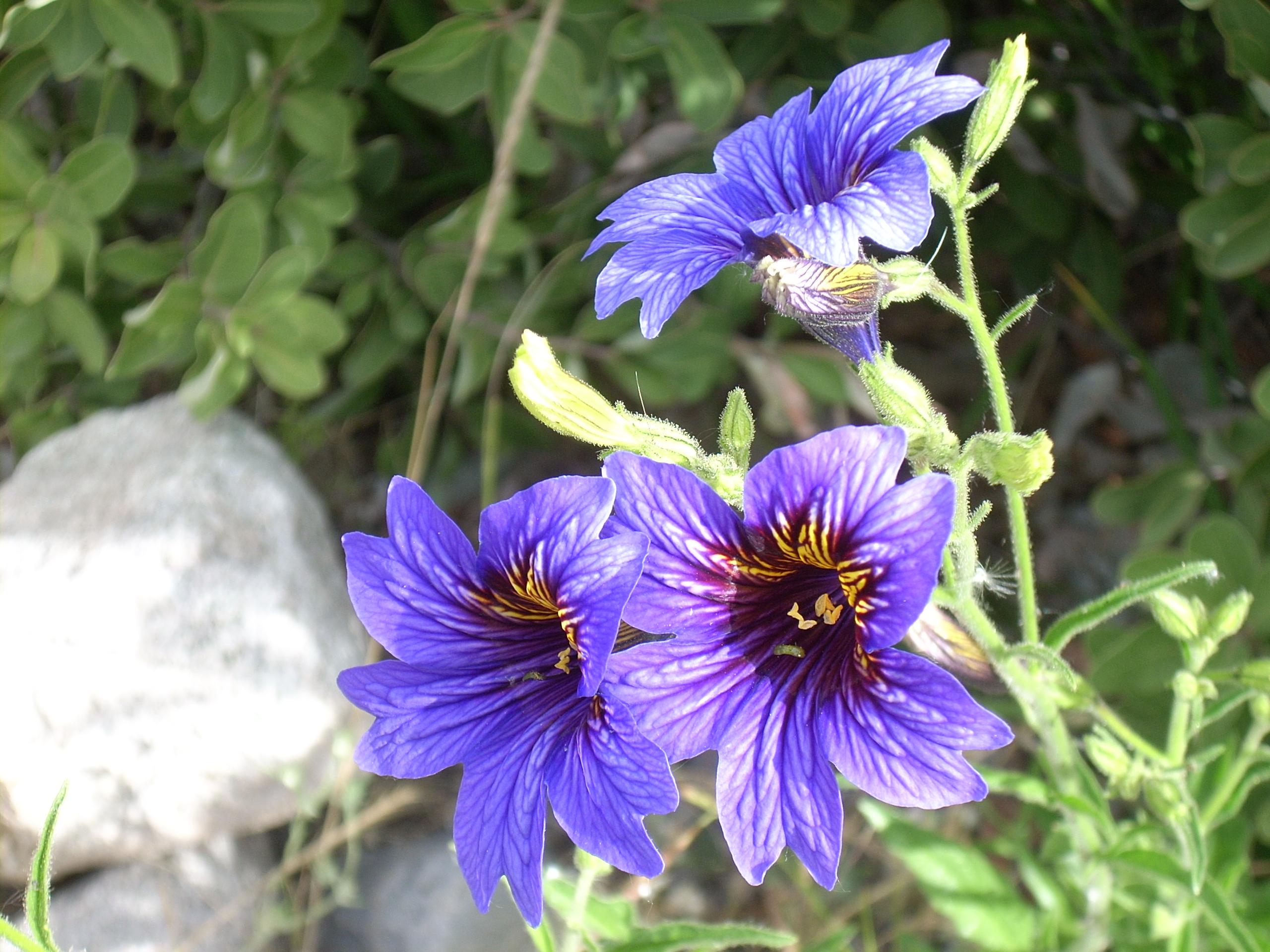